# Veto
 Denne artikel omhandler retsbegrebet. Opslagsordet har også en anden betydning, se VETO (band).
Veto (latin: "jeg forbyder") er et udtryk for den ret, som en vis person eller anden beslutningstagende enhed har til at forhindre en given beslutning. Vetoretten kan dermed afværge en vedtagelse, selvom der i øvrigt er flertal for den. Udtrykket stammer fra republikkens Rom, hvor tribunhvervet var udstyret med en beføjelse til at forhindre vedtagelsen af bestemmelser i senatet. Dette gjordes ved at tribunen trådte frem på senatsgulvet og fremsagde: "Veto" – "jeg forbyder".

## Vetorettens udbredelse
Et veto kan være definitivt (absolut veto). I disse tilfælde kræves der enstemmighed, for at beslutningen er gyldig. Alternativt kan et veto udsætte beslutningen, således at den først træder i kraft efter at være vedtaget flere gange eller med et særlig stort flertal (suspensivt veto).

### Absolut veto
I FN's sikkerhedsråd har de permanente medlemmer absolut veto. Siden 1945 har disse bestået af USA, Rusland (tidligere USSR), Storbritannien, Frankrig og Kina, dvs. sejrherrerne i 2. verdenskrig.
I sager af vital betydning har EU' s medlemmer absolut veto. I praksis anvendes dette yderst sjældent og undgås normalt gennem et forlig i ministerrådet. Ved udvidelser af medlemskredsen skal der være enighed, hvilket bl.a. førte til en midlertidig krise i forbindelse med vedtagelsen af Lissabontraktaten.

### Suspensivt veto
Den amerikanske præsident har i visse sager, bl.a. vedtagelsen af budgettet mulighed for at suspendere kongressens beslutninger og kræve nye forhandlinger, hvorefter kompromiset skal vedtages efter særlige regler.

## Statsretsligt
- De fleste statsoverhoveder har – i hvert fald i teorien – vetoret overfor lovforslag. Det er dog ikke alle statsoverhoveder, som kan tænkes at ville benytte sig af denne ret – f.eks. har Danmarks regent ifølge Grundloven magt til at forhindre et lovforslags vedtagelse. Denne ret blev sidst brugt under påskekrisen i 1920, men det anses som usandsynligt at det skulle ske i dagens Danmark.